# سرسق

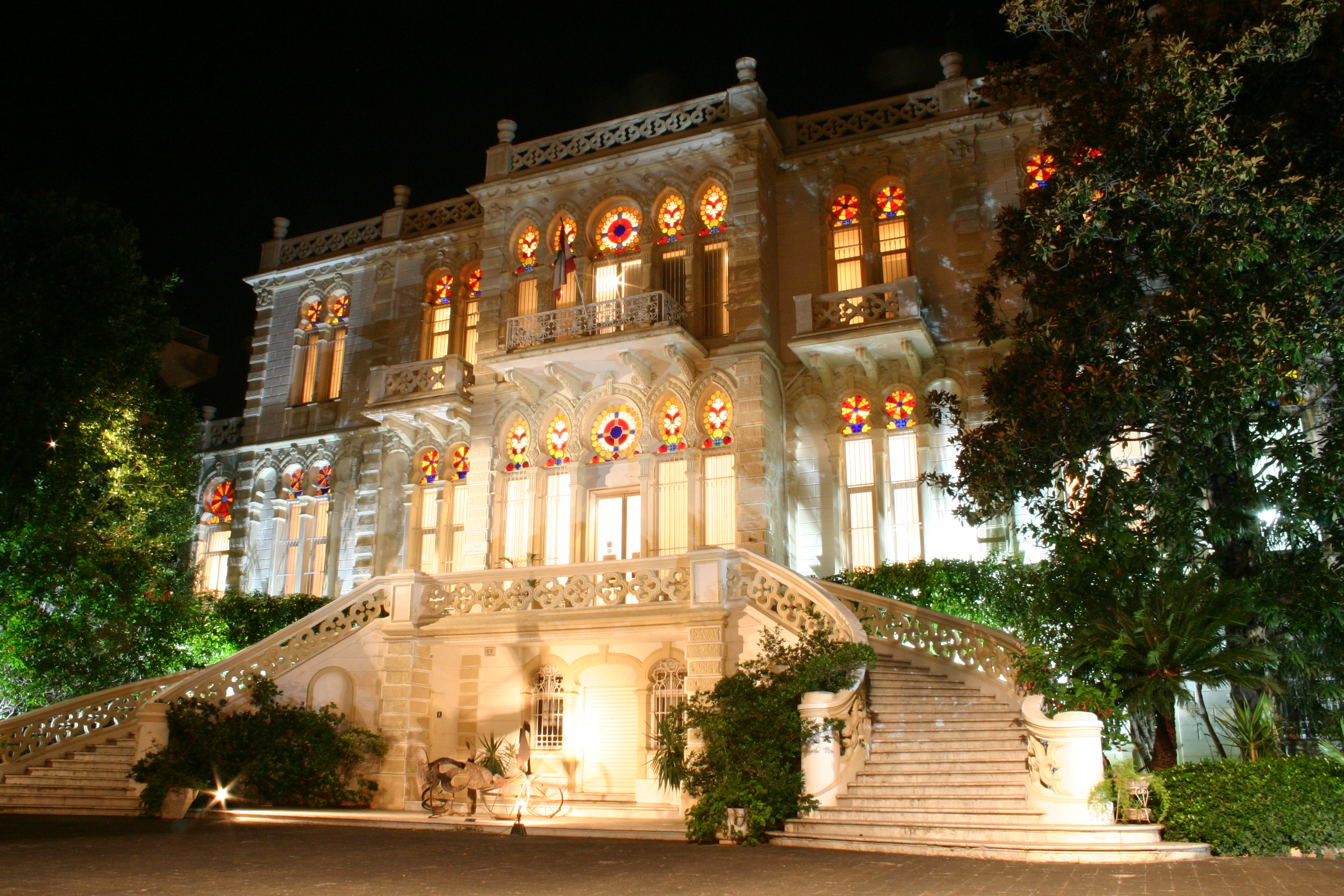
قصر عائلة سرسق في بيروت

سرسق هي إحدى عائلات بيروت الأرستقراطية التي تنتمي إلى طائفة الروم الأرثوذكس وارتبط اسمها بأبرز الأحداث اللبنانية منذ القرن التاسع عشر. وقد نجحت العائلة، بفضل ثروتها، في نسج علاقات وطيدة مع الحكام الأجانب، بدءا من السلطنة العثمانية ولاحقاً سلطنة الانتداب الفرنسي.
عائلة سرسق ذات جذور بيزنطية. والرجل الأول من العائلة وصل لبنان عام 1740 ويدعى جبور سرسق. سكن بداية في بلدة البربارة شمالي لبنان، ثم توجه بعدها أفراد عائلته إلى بيروت واستقروا في حي السراسقة في الاشرفية. وقد اقاموا في قصور ومنازل فخمة.[بحاجة لمصدر] وقد جمعت العائلة ثروتها في القرن التاسع عشر من الزراعة، الصيرفة وثم من الصناعة فملكوا عدد من المصارف والشركات. وامتلكت أراض تمتد من تركيا وصولاً إلى مصر ومروراً بلبنان وفلسطين. هذا الثراء أفسح في المجال أمام العائلة نسج علاقات مع دول، بدءاً من السلطنة العثمانية ومروراً بسلطنة الانتداب الفرنسي ومصر وروسيا. ونتيجة للأنشطة الماليَّة الواسعة وثروة الأسرة، وصفت العائلة باسم «روتشيلد الشرق».

## جدل بيع الأراضي
كان الكثير منهم يعيش في باريس وقد خسروا اموالهم في القمار. كانت العائلة تملك الكثير من الأراضي في عهد الدولة العثمانية. وقد باعت أراضي واسعة جدا لليهود فسهلت لهم إقامة كيانهم ولكن حينما جاء الانتداب ألبريطاني إلى فلسطين كانت تملك عائلة سرسق 400 ألف هكتار من الأراضي الخصبة تضم ما يقارب 77 قرية في مرج بن عامر شمال فلسطين، التي تسكنها 6452 أسر عربية. كانت تلك الأراضي تمثل ما يقارب 3% من مساحة فلسطين.

## وصلات خارجية
- حيّ سرسق يعيش أمجاد الماضي ويخاف الحاضر